# Kurt Student
Kurt Student (Birkholz, 12 mei 1890 – Lemgo, 1 juli 1978) was een Duitse generaal bij de Duitse luchtmacht. Tot ver in de 20e eeuw werd Student nog door het Duitse leger geëerd als 'vader' van de Duitse "Fallschirmjäger", de luchtlandingstroepen.

## Militaire activiteiten
Tijdens de Eerste Wereldoorlog was hij piloot. In de Tweede Wereldoorlog voerde Student het bevel over het Luftlandekorps; een legerkorps bestaande uit luchtlandingstroepen inclusief parachutisten, plus luchttransportcapaciteit. De troepen van Student hadden een sleutelrol bij de aanval op Nederland in mei 1940. Op 10 mei 1940 werd het hele Luftlandekorps met vliegtuigen over de Nederlandse en Belgische linies getransporteerd. Dit was een technisch novum, en de Nederlandse defensiestrategie, gebaseerd op de Nieuwe Hollandse Waterlinie, was hier niet op voorbereid.
De aanval op het regeringscentrum Den Haag, ook bekend als Slag om de Residentie mislukte door onverwacht sterke Nederlandse tegenstand. 1.600 Duitse soldaten werden krijgsgevangen gemaakt, 900 van hen konden nog voor de Nederlandse capitulatie naar Engeland gevoerd worden.
Maar het bezetten van de bruggen bij Moerdijk, in Dordrecht en in Rotterdam, teneinde de Duitse hoofdmacht in staat te stellen in het hart van de Vesting Holland door te dringen, slaagde, zij het dat in Rotterdam de Duitse opmars vastliep.
Om een Nederlandse capitulatie af te dwingen, besloot het Duitse opperbevel om de stad Rotterdam te bombarderen. Het bombardement vond plaats terwijl onderhandelingen over een capitulatie, afgedwongen met het dreigement van een bombardement, reeds gaande waren. Onder dreiging dat meer steden dit lot zouden volgen, capituleerde de Nederlandse bevelhebber generaal Winkelman.
Daags na de inname van Rotterdam was Student aanwezig bij een overleg tussen Duitse en Nederlandse autoriteiten. Toen op straat geweervuur klonk, nam hij poolshoogte bij een raam. Hierbij werd zijn hoofd door een balk getroffen, met een ingedrukte schedel als gevolg. Student overleefde dit bizarre incident doordat de Rotterdamse chirurg dr. C. van Staveren hem met spoed opereerde. Het herstel nam meer dan 9 maanden in beslag.
Een ander doel dat in mei 1940 werd bereikt met behulp van Students luchtlandingstroepen was de vlugge inname van het als strategisch belangrijk beschouwde Fort Eben-Emael, ten noorden van Luik en ten zuiden van Maastricht. Daarbij werden twee bruggen over het Albertkanaal intact veroverd zodat het VIde leger onder leiding van generaal Walter von Reichenau vrije doortocht had naar België en zo de zuidflank van het Belgisch leger kon bedreigen.
In 1941 leidde Student ook de aanval op Kreta, met wederom een grote luchtlandingsoperatie. Het eiland werd veroverd, maar als gevolg van het onverwacht felle verzet van partizanen en geallieerde troepen, tezamen meer dan 40.000 manschappen, vonden meer dan 6.650 paratroepen de dood. Hitler besloot hierop geen paratroepen meer in te zetten bij grootschalige operaties en zag onder meer af van een invasie van Malta.
Student gaf na de gevechten op Kreta persoonlijk directe bevelen voor repercussies tegen de burgerbevolking; hij beriep zich hierbij op wreedheden, begaan door de partizanen jegens Duitse militairen tijdens de gevechten. Van een aantal dorpen werd de hele mannelijke bevolking ter dood gebracht, van een enkel dorp werden ook de vrouwen en kinderen vermoord.
Later werd Student overgeplaatst naar Italië en vervolgens naar Frankrijk, waar hij met zijn troepen verdreven werd door de landingen in Normandië in 1944. Student werd de commandant van het 1ste Parachutistenleger en nam in die hoedanigheid deel aan de tegenaanval tegen de geallieerde Operatie Market Garden. Het was na Rotterdam het tweede drama in Nederland waarbij in een stedelijk gebied, ditmaal Arnhem, veel burgerslachtoffers te betreuren waren. Later stond hij aan de leiding van de Duitse troepen in de slag om Kapelsche Veer. Na een kort verblijf aan het oostfront in Mecklenburg waar de Russen niet konden worden tegengehouden, werd Student op 8 mei 1945 door de Britten in Sleeswijk-Holstein gevangengenomen.

## 1945 en daarna
Student werd na de capitulatie van Duitsland voor een militair tribunaal geleid en veroordeeld voor een aantal feiten die betrekking hadden op de behandeling van Britse krijgsgevangenen. Hij werd veroordeeld tot vijf jaar gevangenisstraf maar in 1948 al vrijgelaten. Om zijn misdaden tegen de Kretenzische burgerbevolking is hij nooit gedagvaard. Hij is niet uitgeleverd aan Griekenland omdat de Duitse regering nooit staatsburgers uitlevert om in het buitenland terecht te staan. Student heeft zich na vrijlating nooit officieel gedistantieerd van zijn vroegere 'Luftwaffe/Wehrmacht' verleden en was vaak prominent aanwezig bij herdenkingen van overleden veteranen. Hij overleed in 1978 op 88-jarige leeftijd.

## Militaire loopbaan
- Generaloberst: 13 juli 1944[5][2]
- General der Flieger: 1 augustus 1940[5] - 29 mei 1940[2]
- Generalleutnant: 1 januari 1940 (later General der Fallschirmtruppe)[5][2]
- Generalmajor: 1 april 1938[5][2]
- Oberst: 20 januari 1935[5] - 1 oktober 1935[2]
- Oberstleutnant: 1 januari 1934[5][2]
- Major: 1 januari 1930[5][2]
- Hauptmann: 20 juni 1918[2] (RDA 5 oktober 1916)[5]
- Oberleutnant: 18 juni 1915[5][2]
- Leutnant: 20 maart 1911[5][2]
- Fähnrich: 3 maart 1910 (effectief 1 maart 1910)[5][2]

## Decoraties
- Ridderkruis van het IJzeren Kruis (nr.18) op 12 mei 1940 als Generalleutnant en Commandant van het 7. Flieger-Division[6][5][2]
- Ridderkruis van het IJzeren Kruis met Eikenloof (nr.305) 27 september 1943 als General der Flieger en Commandant van het XI. Flieger-Korps[6][5][2]
- IJzeren Kruis 1914, 1e Klasse (29 augustus 1915[2][5][6][7][8]) en 2e Klasse (26 september 1914[2][5][6][7][8])
- Gewondeninsigne 1939 in zilver[5][6][2] en zwart[8]
- Herhalingsgesp bij IJzeren Kruis 1939, 1e Klasse en 2e Klasse (20 september 1939 (beide))[2][6][7][5]
- Gezamenlijke Piloot-Observatiebadge in Goud met Diamanten[2][5] op 2 september 1941[6]
- Mouwband Kreta[6][5][2]
- Anschlussmedaille met gesp „Prager Burg“[5] op 5 juni 1939[6][2]
- Dienstonderscheiding van Leger en Marine voor (25 dienstjaren)[6] op 2 oktober 1936[5][2]
- Erekruis voor Frontstrijders in de Wereldoorlog op 30 januari 1935[2][6][5]
- Ridderkruis in de Huisorde van Hohenzollern met Zwaarden op 5 juni 1917[8][5][2]
- Ridder der Tweede Klasse in de Albrechtsorde met Zwaarden op 15 juni 1917[5]
- Pruisische Vliegersherinnerings-insigne op 10 september 1919[5][2]
- Flugzeugführerabzeichen op 21 mei 1935[5][2]
- Ehrenbecher für den Sieger im Luftkampf[2]
- Pruisische Vliegtuigwaarnemers-insigne op 27 februari 1917